# Gedeon Szumlański
Gedeon Szumlański (zm. 1705) – duchowny unicki, syn Atanazego, brat Cyryla. Od 1703 tytularny arcybiskup smoleński. Początkowo mnich prawosławny, przyjął obrządek greckokatolicki. Studiował w kolegium jezuitów w Wilnie (wydalony w 1680 roku z powodu wykroczenia). Był też sekretarzem metropolity Żochowskiego. W 1693 wraz z Jozafatem Hutorowiczem badał doniesienia o cudach w maryjnym centrum pielgrzymkowym w Borunach (opublikowane w książce Lwa Kiszki Morze Łask i szczodrobliwości Boskich, Supraśl 1712, s. 31–33) Jako biskup rezydował w Mińsku.